# Liste der denkmalgeschützten Objekte in Hollenthon
Die Liste der denkmalgeschützten Objekte in Hollenthon enthält die 5 denkmalgeschützten unbeweglichen Objekte der Gemeinde Hollenthon im niederösterreichischen Bezirk Wiener Neustadt-Land.

## Denkmäler
| Foto |                 | Denkmal                                                                    | Standort                                        | Beschreibung | Metadaten |
| ---- | --------------- | -------------------------------------------------------------------------- | ----------------------------------------------- | --- | --- |
| ja   | Datei hochladen | Ortskapelle hl. Maria, Hilfe der Christen HERIS-ID: 30164 Objekt-ID: 26897 | neben Gleichenbach 3 Standort KG: Hollenthon    | Schlichter Rechteckbau Ende des 18. Jahrhunderts mit rundem Chorschluss, 1971 Sakristeianbau, an der Giebelfront eingezogenes Glockentürmchen mit Zwiebelhaube | BDA-Hist.: Q37931244 Status: § 2a Stand der BDA-Liste: 2025-06-30 Name: Ortskapelle hl. Maria, Hilfe der Christen GstNr.: .166 Ortskapelle Gleichenbach             |
| ja   | Datei hochladen | Kath. Pfarrkirche Mariae Himmelfahrt HERIS-ID: 30160 Objekt-ID: 26893      | Kirchenplatz 1 Standort KG: Hollenthon          | Barockisierte Saalkirche mit flachem Dreiseitschluss und Westturm, von Kirchhofmauer eng umschlossen, vor 1350 Pfarre, 1641 nach Lichtenegg verlegt, dem Stift Reichersberg inkorporiert, ehemalige Wehrkirche, wohl 1683 von den Türken schwer beschädigt und gegen Ende des 17./Anfang des 18. Jahrhunderts wiedererrichtet und barockisiert, 1745–1749 neuerliche Barockisierung, Einbau der Westempore, bis 1783 Filiale, dann selbstständige Pfarre, ehemalige Kapelle von 1593 unter der heutigen neuen Sakristei im Norden | BDA-Hist.: Q37931198 Status: § 2a Stand der BDA-Liste: 2025-06-30 Name: Kath. Pfarrkirche Mariae Himmelfahrt GstNr.: .14 Pfarrkirche Mariae Himmelfahrt, Hollenthon |
| ja   | Datei hochladen | Pfarrhof HERIS-ID: 30161 Objekt-ID: 26894                                  | Pfarrplatz 2 Standort KG: Hollenthon            | 1785–1790 nach Plänen von Rupert Mildner erbaut, kubischer zweigeschoßiger Bau unter originalem Mansarddach | BDA-Hist.: Q37931221 Status: § 2a Stand der BDA-Liste: 2025-06-30 Name: Pfarrhof GstNr.: 1/1                                                                        |
| ja   | Datei hochladen | Ortskapelle Salvator Mundi HERIS-ID: 65110 Objekt-ID: 77927                | neben Spratzeck 9 Standort KG: Hollenthon       | 1967 anstelle eines Vorgängerbaues errichtet, schlichter Rechteckbau unter Satteldach mit Fassadentürmchen (Zwiebelhaube), Stiegenaufgang aus Bruchsteinen, bemerkenswerte spätgotische Statue Schmerzensmann aus dem 15. Jahrhundert, Thomas Strayff zugeschrieben | BDA-Hist.: Q38109203 Status: § 2a Stand der BDA-Liste: 2025-06-30 Name: Ortskapelle Salvator Mundi GstNr.: 1846/2 Ortskapelle Salvator Mundi, Spratzeck             |
| ja   | Datei hochladen | Burgruine Stickelberg HERIS-ID: 30166 Objekt-ID: 26899                     | Stickelberg 16, südlich Standort KG: Hollenthon | Mittelalterliche im 16. und 17. Jahrhundert stark umgebaute Kernburg, von Bastionsbering des 16. Jahrhunderts umgeben, Zufahrt über Holzbrücke auf gemauerten Pfeilern im Norden, urkundlich 1259 in Testament Bertholds von Treun, der die Burg an den Landesfürsten vermachte, vermutlich widerrechtlich erbaute Burg, 1474 Verkauf an Andreas und Ulrich von Weißpriach, Freiherren von Kobersdorf, danach an die Neidegger, 1607 Besitz der Wurmbrand                                                                         | BDA-Hist.: Q26716214 Status: Bescheid Stand der BDA-Liste: 2025-06-30 Name: Burgruine Stickelberg GstNr.: 1519, 1520/1, .124 Burgruine Stickelberg, Hollenthon      |